# 日曜ナンバーワンショー
『日曜ナンバーワンショー』（にちようナンバーワンショー）は、1963年12月1日から1964年8月30日まで日本テレビ系列局で放送されていた日本テレビ製作の音楽バラエティ番組である。渡辺製菓の一社提供。放送時間は毎週日曜 12:45 - 13:15 （日本標準時）。

## 概要
当時渡辺プロダクションに所属していた藤田まことと、同事務所所属タレントでスパーク3人娘と呼ばれていた中尾ミエ、伊東ゆかり、園まりが出演していた公開形式のミュージカルバラエティ。番組は藤田たち芸能人だけでなく、スタジオにいる観客も随時登場させていた。
タイトルは似ているが、この番組以前に日本テレビが放送していた『ナンバーワン・ショー』との関連性は特に無い。

## 出演者
- 藤田まこと
- 中尾ミエ
- 伊東ゆかり
- 園まり